# Herpf
Herpf is een plaats en voormalige gemeente in de Duitse deelstaat Thüringen, en maakt deel uit van de gemeente Meiningen het district Schmalkalden-Meiningen.

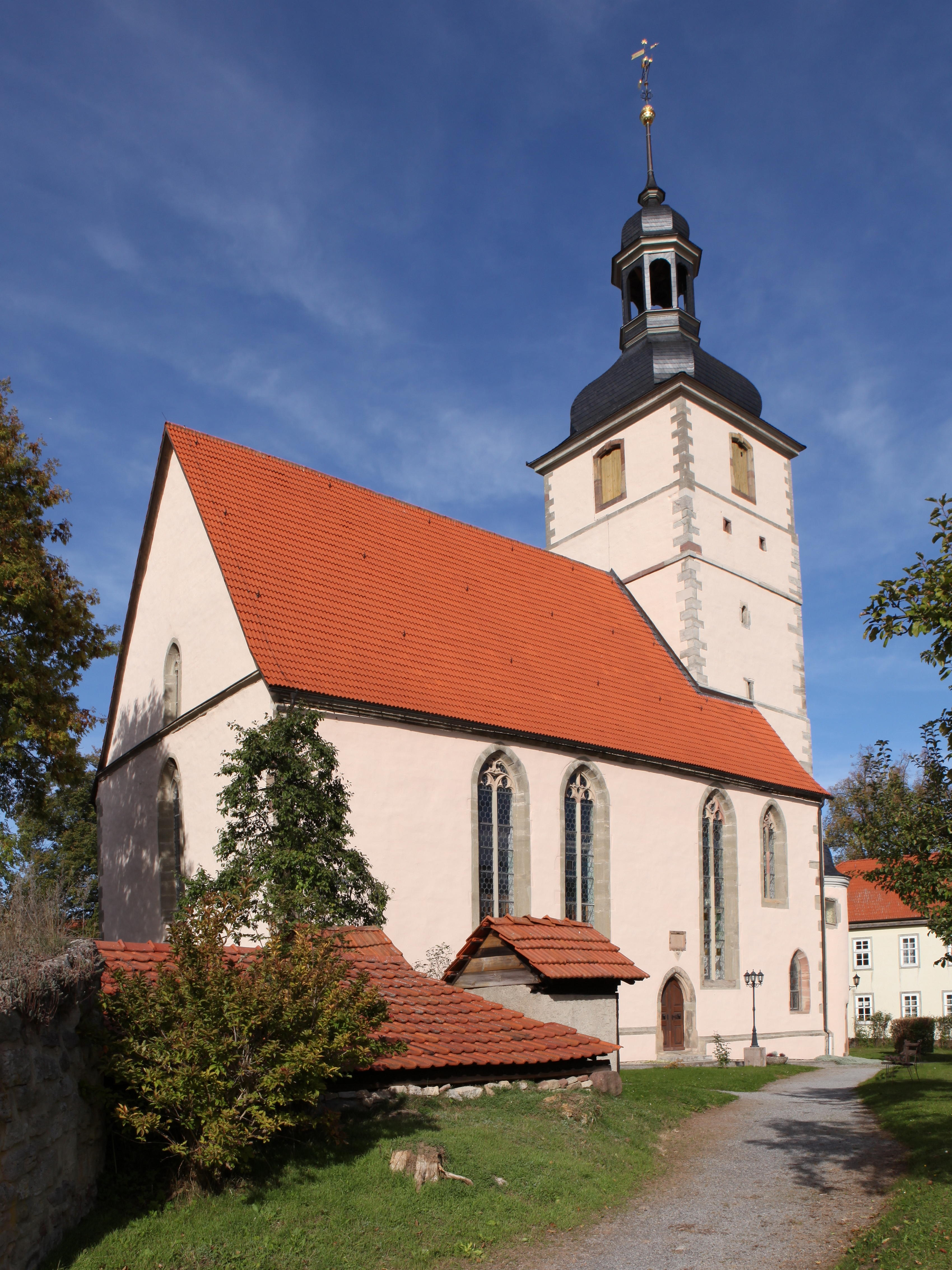
Kerk van St Johannes

Dreißigacker · Einödhausen · Helba · Henneberg · Herpf · Jerusalem · Meiningen · Unterharles · Wallbach · Walldorf